# Constantin Racoviță
Constantin Racoviță, Racovitza ou, en allemand et polonais, Rakowitza, né en 1699 à Iași et mort le 28 janvier 1764 à Bucarest, est un prince moldave, devenu phanariote, qui régna sur la Moldavie de 1749 à 1753 de 1756 à 1757 et sur la Valachie de 1753 à 1756 et de 1763 à 1764. La monarchie était élective dans les principautés roumaines de Moldavie et de Valachie, comme en Pologne voisine. Le souverain (voïvode, hospodar ou domnitor selon les époques et les sources) était élu par (et souvent parmi) les boyards, puis agréé par les Ottomans : pour être nommé, régner et se maintenir, il s'appuyait sur les partis de boyards et fréquemment sur les puissances voisines, habsbourgeoise, russe et surtout turque, car jusqu'en 1859 les deux principautés étaient vassales et tributaires de la « Sublime Porte ».
Constantin Racoviță est issu d’une famille de boyards moldaves dont le représentant le plus connu est le naturaliste et explorateur antarctique des XIXe et XXe siècles, Émile Racovitza. Racoviță est le nom de leur domaine ; le nom d’origine de la famille était Cehan. Fils de Mihai Racoviță et d’Ana Codreanu, Constantin règne en alternance avec Constantin Mavrocordato et Matei Ghica sur les deux principautés : 
- en Moldavie du 31 août 1749 au 3 juillet 1753 lorsqu’il est transféré en Valachie...
- en Valachie de juillet 1753 au 28 février 1756, lorsqu’il est retransféré en Moldavie...
- en Moldavie du 29 février 1756 au 14 mars 1757 lorsqu'il est destitué...
- en Valachie du 9 mars 1763 à sa mort le 28 janvier / 8 février 1764 (calendriers julien/grégorien[4]) ; son frère Ștefan Racoviță lui succède.